# Die rote Königin
Die rote Königin (engl. Originaltitel: Red Queen) ist ein Fantasy-Roman für junge Erwachsene, geschrieben von der US-amerikanischen Schriftstellerin Victoria Aveyard. Es war ihre erste Serie und ihr erster Roman. Das Buch wurde im englischen Original im Februar 2015 veröffentlicht; die deutsche Übersetzung von Birgit Schmitz erschien ebenfalls 2015 im Carlsen Verlag. Die Fortsetzungen sind Gläsernes Schwert, Goldener Käfig und Wütender Sturm. Die rote Königin gewann den Goodreads Choice Award 2015 in der Kategorie „Debut Goodreads Author“ und wurde auch für den Goodreads Choice Award 2015 in der Kategorie „Young Adult Fantasy & Science Fiction“ nominiert.

## Handlung
Mare Barrow ist eine Rote, die bei ihren Eltern und einer jüngeren Schwester, Gisa, lebt. Ihre drei älteren Brüder, Bree, Tramy und Shade, dienen an vorderster Front eines Krieges zwischen dem nördlichen Königreich den Seen und der Heimat der Barrow, dem Königreich Norta. Norta wird derzeit von König Tiberias Calore VI. regiert, einer der vielen "Silbernen", deren Silberblut und übernatürliche Kräfte es ihnen ermöglichen, über die zahlreichere, aber machtlose rotblütige Bevölkerung zu herrschen. Mare ist eifersüchtig auf Gisa, weil ihre Fähigkeiten im Nähen ihr einen Job bei den Silbernen einbrachten, und Rote, die einen Job haben, werden nicht für den Krieg rekrutiert. Als Mare erfährt, dass Kilorn Warren, ihr bester Freund, eingezogen wird, plant sie eine Flucht und trifft sich mit einem Kollegen, der sie an Farley verweist, eine Kapitänin der Scharlachroten Garde, Aufständische aus Roten, die die Gleichheit zwischen ihrem Volk und den Silbernen herstellen wollen. Farley verlangt einen Geldbetrag im Austausch für Kilorns Flucht.
Ein Plan, mit Gisa von einem Silber zu stehlen, geht schrecklich schief, als ein Massaker stattfindet, nachdem die Scharlachrote Garde das Königreich bombardiert hat. Gisas Hand wird im Chaos gebrochen, was sie zwingt, ihren Job aufzugeben und nicht mehr ihre Familie unterstützen kann. Während ihres Versuchs, in einer Taverne zu stehlen, trifft Mare auf Cal, einen gutaussehenden Jungen, der sich ihre Probleme anhört. Sie tut ihm leid und er gibt ihr das Geld, das sie braucht. Am nächsten Tag wird Mare in die Residenz des Königs gebracht und erhält einen Job als Dienerin. Sie findet heraus, dass Cal der Sohn von Tiberias Calore VI. ist, Prinz Tiberias Calore VII., der ihr die Arbeit im Palast gewährt, um sie vor der Einberufung zu schützen. Während der Königinnenkür, wo der Silberadel um Cals Hand kämpft, zeigt Mare elektrokinetische Kräfte gegen Cals zukünftige Braut Evangeline Samos. Sie wird gefangen genommen, aber weil der König Angst vor einem Aufstand hat, dass eine Rote entdeckt wird, die übernatürliche Kräfte besitzt, soll Mare zur Braut von Tiberias' zweitem Sohn, dem schüchternen Maven werden. Man gibt ihr den Namen Mareena Titanos und erfindet eine Geschichte für ihre Tarnung: Sie sei die Tochter eines silbernen Generals, der auf dem Schlachtfeld starb, und wurde von den Roten im Kriegsgebiet adoptiert. Mare fühlt sich zerrissen, als sie merkt, dass sie in Cal verliebt ist, den Bruder ihres Verlobten und den zukünftigen König der Silbernen. Doch bald entwickelt sie Gefühle für Maven.
Plötzlich muss Mare als Adlige in den Reihen des Königs leben, macht sich langsam mit Maven und Cal vertraut und freundet sich auch mit Julian Jacos an, dem Onkel von Cal und ein Bibliothekar, der ihr beibringt, wie man ihre Kräfte kontrolliert. Mare darf sich von ihrer Familie verabschieden und erfährt von der Rückkehr von Bree und Tramy, aber nicht von Shade, der von silbernen Offizieren wegen gemeldeter Desertion enthauptet wurde. Wütend, dass ihr Lieblingsbruder getötet wurde, tritt Mare der Scharlachroten Garde bei. Als sie sich mit Farley trifft, um Pläne zu besprechen, ist Mare erzürnt, als sie erfährt, dass Kilorn beigetreten ist, und überrascht, als sie sieht, dass Maven ebenfalls beigetreten ist. Diese neue Offenbarung bringt Mare und Maven näher zusammen und sie kommen zusammen. Der Plan beinhaltet die Unterbrechung eines königlichen Balls und das Töten mehrerer wichtiger Silbernen. Allerdings explodiert eine unerwartete und mysteriöse Bombe, die viele Unschuldige dabei tötet und auch zur Gefangennahme von Kilorn, Farley und anderen Mitgliedern der Scharlachrote Garde führt. Obwohl die Rebellen dank Julians Hilfe befreit werden können, ist Mare beunruhigt, als sie erfährt, dass Farley nicht für die Bombe verantwortlich war, die im Palast gezündet wurde.
Aufgrund des Angriffs der Scharlachroten Garde werden die Roten von den Silbern mit der Senkung des Einberufungsalters von 18 auf 15 Jahre bestraft. Mare selbst wird angewiesen, das neue Gesetz zu verkünden. Julian gesteht, dass seine Forschung zu dem Schluss kommt, dass Mares Blut eine genetische Mutation hat, die es rot macht, aber silberähnliche Kräfte ermöglicht, die stärker sind als beide; außerdem ist sie nicht die Einzige mit der Mutation. Shade hatte auch die Mutation, weshalb er hingerichtet wurde; der einzige Grund, warum Mare verschont blieb, war, dass ihre Kräfte sich manifestierten, während sie von vielen silbernen Zuschauern gesehen wurde, was eine Vertuschung verhinderte. Julian erwähnt auch, dass er untertauchen muss, also hinterlässt er Mare eine Liste mit Namen von Leuten wie ihr. Ein weiteres Treffen mit Farley in einer Freizone, von der sich die Silbernen fernhalten, führt Mare auf Vorschlag von Maven dazu, die Residenz des Königs in der Hauptstadt Archeon zu infiltrieren. Dort setzen die Rebellen durch die unterirdischen Unterführungen eine Invasion in Gang. Mare versucht, Cal davon zu überzeugen, dass die Scharlachrote Garde das Schloss urg erobern darf, und gibt zu, dass sie ihnen geholfen hat. Cal, der von ihrem Verrat gekränkt ist, weigert sich und verhaftet sowohl Mare als auch Maven und führt sie zum Schloss. Einmal in Anwesenheit von Königin Elara und König Tiberias enthüllt Königin Elara jedoch, dass sie und Maven Mare die ganze Zeit manipuliert haben, um Maven den Titel des Königs zu verleihen und Cal zu ermorden. Elara nutzt dann ihre Macht der Gedankenkontrolle, um Cal zu zwingen, seinen Vater zu töten, um ihn und Mare als Verräter zu brandmarken und Maven zum König zu machen.
Mare und Cal werden zum Tode verurteilt, aber von der Scharlachroten Garde vor ihrer Hinrichtung gerettet. Mare und Cal kämpfen gegen ihre ehemaligen Sparringspartner, darunter Evangeline, und schaffen es, ein paar Silberne zu töten, bevor sie sich zurückziehen. Die beiden entkommen dann mit der U-Bahn, bevor Maven zu ihnen gelangt. Im Inneren trifft Mare auf Farley, Kilorn und, zu ihrem Schock, Shade, der seinen Tod vorgetäuscht hat und auch Teil der Scharlachroten Garde ist. Mare schwört, sich an Maven zu rächen und benutzt die Liste, die sie von Julian bekommen hat, um andere wie sie zu finden.

## Figuren
Hauptfiguren
- Mare Barrow, Protagonistin
- Cal aka Tiberias Calore, Kronprinz von Norta
- Maven Calore, Prinz von Norta
- Diana Farley, Kapitänin der Scharlachroten Garde
- Kilorn Warren, Mares bester Freund
- Daniel Barrow, Vater von Mare
- Ruth Barrow, Mutter von Mare
- Gisa Barrow, Schwester von Mare
- Shade Barrow, Bruder von Mare
- Königin Elara, Königin von Norta, Mutter von Maven
- König Tiberias, König von Norta, Vater von Cal und Maven
- Evangelina Samos, Verlobte von Cal

Nebenfiguren
- Königin Coriane, verstorbene Königin von Norta, Mutter von Cal
- Ann Walsh, Bedienstete am Königlichen Hof
- Tramy Barrow, Bruder von Mare
- Bree Barrow, Bruder von Mare
- Will Whistle, Schwarzmarkthändler in Stilts
- Julian Jacos, Lehrer von Mare, Bruder von Königin Coriane
- Sara Skonos, Heilerin, beste Freundin von Königin Coriane
- Lady Blonos, Heilerin, gibt Mare Nachhilfe in Etiquette
- Lucas, Cousin von Evangelina, als Wächter für Mare abgestellt

## Rezeption
Die Rote Königin erhielt im Allgemeinen gute Bewertungen. The Guardian gab dem Roman vier Sterne. Vilma Gonzalez von USA Today beschrieb den Roman positiv und sagte: „Aveyards überzeugendes Debüt ist kreativ, fesselnd, furchterregend und spannend. Sie haucht ihrer eigenen einzigartigen Game-of-Thrones-Geschichte neues Leben ein, belebt durch aufregende, charaktergetriebene Wendungen, dass ich nach mehr davon verlange. Diese glänzende Geschichte von Verrat und blutbefleckten Kronen darf man nicht verpassen.“
Allerdings sagte Cassidy Anderson vom Grand Forks Herald: „Letztendlich war der Hype zu diesem Buch überbewertet. Es macht trotzdem Spaß, es zu lesen, solange man nicht nach etwas mit viel Tiefe oder Bedeutung sucht.“ Der Christian Science Monitor beschrieb das Buch als dystopischen Roman.
Kirkus Reviews sagte: „Eine erfinderische, charaktergetriebene Wendung haucht müden Fantasy-Trends neues Leben ein.“
Publishers Weekly sagte: „Es ist ein unverwechselbares Gefühl von Deja vu in diesem ersten Band der Red-Queen-Trilogie, die mehrere Handlungsstränge und Gemeinsamkeiten mit der Die-Tribute-von-Panem-Reihe teilt … Glücklicherweise lässt Aveyards Ende die Geschichte in der Schwebe, um von dieser Struktur abzuweichen.“
Common Sense Media schrieb: „Mit der mutigen Protagonistin, der actiongeladenen Handlung und den romantischen Möglichkeiten ist Red Queen ein erfolgreicher Serienstart für Fantasy- und Dystopie-Liebhaber.“

## Verfilmung
Gennifer Hutchison, eine Autorin und Produzentin von Better Call Saul und Breaking Bad, wurde 2015 von Universal Pictures beauftragt, den Roman als Spielfilm zu adaptieren. Die Regisseurin von Pitch Perfect 2, Elizabeth Banks, war im Gespräch mit dem Studio, um das Projekt zu leiten und zu produzieren.